# Josiah McCracken
Josiah McCracken (30 de março de 1874 - 15 de fevereiro de 1962) foi um atleta de futebol americano e de atletismo norte-americano. Como jogador de futebol americano, atuou pela equipe da Universidade da Pensilvânia como halfback entre os anos de 1897 e 1900. No atletismo, representou os Estados Unidos nos Jogos Olímpicos de Verão de 1900, realizados em Paris, na França, onde conquistou a medalha de prata no arremesso de peso e a medalha de bronze no lançamento de martelo.